# Лія Лі
Liya Li (Лія Коцяр нар. 6 листопада 1990, Нова Ушиця , Хмельницька обл) — заслужена артистка естрадного мистецтва України, українська співачка, магістр, учасниця телевізійних проєктів та член журі вокальних конкурсів

## Біографія
Liya Li народилась 6 листопада 1990 року в Новій Ушиці, Хмельницької області. 
З ранніх років займалась вокалом, закінчила музичну школу за класом академічний вокал.
У 2006 році вступає до музичного училища імені Рейнгольда Глієра, де два роки вивчала академічний вокал, а пізніше естрадний. Паралельно бере участь у міжнародних співочих конкурсах. 
Закінчує Київський інститут музики імені Рейнгольда Глієра за спеціальністю естрадний вокал. 
У 2010 вступає в Київський університет імені Бориса Грінченка і отримує ступінь магістра естрадного вокалу.
У серпні 2013 року презентує себе у дуеті "Аферистки". Гурт записує два кліпи на пісні «Стасік» та «Інстаграм», активно бере участь у різних шоу-програмах, а також бере участь у благодійних концертах. У 2014 році у період подій на Сході України активно їздять по госпіталях з Жіночим батальйоном Світлани Вольнової та підтримують поранених.
У 2016 році гурт розпадається.
Протягом двох наступних років виконавиця навчається акторській майстерності у кіностудії О. Довженка та грає у театрі.
У 2018 році розпочинає сольну кар’єру з дебютним треком «Полум’яний цвіт».
В 2022 році співачка заснувала соціальний проєкт #незлаМати, спрямований на підтримку жінок і матерів. 
З 2022 року активно займається волонтерською діяльністю та виступає для військових.
На сьогоднішній день артистка активно записує нові пісні та радує своїх слухачів новими треками.

## Дискографія

### Студійний альбом
- Нірвана (2020)

### Сингли
- «Полум'яний цвіт» (2018)
- «Нірвана» (2018)
- «Залюбила» (2019)
- «Лето любви» (2019)
- «Запала» (2019)
- «Уходи» (2019)
- «Не колишній» (2019)
- «Незаменима» (2021)
- «Заноза» (2021)
- «Стерва» (2021)
- «В губы» (2020)
- «Жива» (2022)
- «Таксі» (2025)